# Pro Patria et Libertate Sezione Calcio 1955-1956
Questa voce raccoglie le informazioni riguardanti la Pro Patria et Libertate Sezione Calcio nelle competizioni ufficiali della stagione 1955-1956.

## Stagione
Altra amara stagione per la Pro Patria, quella 1955-1956, altro ultimo posto in classifica con 15 punti, (solo 3 le vittorie su 34 partite), retrocessa in Serie B con il Novara. Lo scudetto è stato vinto per la prima volta dalla Fiorentina con 53 punti, ben 12 in più del Milan secondo. Ad inizio stagione si pensava di disputare il campionato di Serie B, poi le decisioni della Lega ribaltano la situazione in casa bustocca. Il segretario Crosta si dà da fare per adeguare l'organico alle maggiori esigenze. Dopo un buon esordio (2-2) con la Fiorentina che dominerà il campionato, si prosegue con un andamento mesto, sempre sul fondo della classifica. Stagione segnata dai pesanti rovesci subiti a Napoli (8-1), a Torino con i granata (6-0), a Genova con la Samp (7-0), a Bologna (6-1). L'addio alla Serie A è stato addolcito dall'esordio in campionato di alcuni giovani Tigrotti del vivaio bustocco quali Mario Colombo, Giancarlo Amadeo, Giuseppe Taglioretti, Sergio Frascoli e Natale Borsani, patrimonio eccellente delle prossime stagioni.

## Rosa
| N. |                   | Ruolo | Calciatore           |
| -- | ----------------- | ----- | -------------------- |
|    | Italia (bandiera) | P     | Mario Longoni        |
|    | Italia (bandiera) | P     | Pietro Oldani        |
|    | Italia (bandiera) | P     | Eldino Danelutti     |
|    | Italia (bandiera) | D     | Francesco Pantaleoni |
|    | Italia (bandiera) | D     | Pietro Podestà       |
|    | Italia (bandiera) | D     | Giancarlo Amadeo     |
|    | Italia (bandiera) | D     | Renzo Venturi        |
|    | Italia (bandiera) | D     | Giuseppe Taglioretti |
|    | Italia (bandiera) | C     | Sergio Frascoli      |
|    | Italia (bandiera) | C     | Guglielmo Toros      |
|    | Italia (bandiera) | C     | Mario Colombo        |
|    | Italia (bandiera) | C     | Natale Borsani       |
|    | Italia (bandiera) | C     | Franco Danova        |

| N. |                    | Ruolo | Calciatore               |
| -- | ------------------ | ----- | ------------------------ |
|    | Italia (bandiera)  | C     | Amedeo Cattani           |
|    | Italia (bandiera)  | C     | Aredio Gimona            |
|    | Italia (bandiera)  | C     | Bruno Orzan              |
|    | Italia (bandiera)  | C     | Edo Nicora               |
|    | Italia (bandiera)  | C     | Franco Frasi             |
|    | Italia (bandiera)  | A     | Francesco La Rosa        |
|    | Italia (bandiera)  | A     | Albano Vicariotto        |
|    | Italia (bandiera)  | A     | Enrico Benelli           |
|    | Italia (bandiera)  | A     | Franco Sala              |
|    | Uruguay (bandiera) | A     | Washington Cacciavillani |
|    | Italia (bandiera)  | A     | Oliviero Belcastro       |
|    | Italia (bandiera)  | A     | Emidio Cavigioli         |
|    | Uruguay (bandiera) | A     | Ernesto Vidal            |

## Risultati

### Serie A

#### Girone di andata
| Arbitro: | Piemonte (Monfalcone) |

|                      |           |                        |
| Danova 60’ Orzan 80’ | Marcatori | 9’ Virgili 48’ Julinho |

| Arbitro: | Pieri (Trieste) |

|                      |           |          |
| Macor 60’ Fabbri 65’ | Marcatori | 78’ Sala |

| Arbitro: | Marchese (Napoli) |

|                                           |           |  |
| Skoglund 5’, 33’ Fraschini 27’ Armano 41’ | Marcatori |  |

| Arbitro: | Pieri (Trieste) |

|                              |           |                                   |
| Podestà 50’ Toros 65’ (rig.) | Marcatori | 14’ La Forgia 74’ (rig.) Ballacci |

| Arbitro: | Menchini (Udine) |

|                                                                            |           |             |
| Vinício 9’, 31’, 51’ Beltrandi 20’ Posio 34’ Jeppson 44’, 66’ Castelli 88’ | Marcatori | 69’ Benelli |

| Arbitro: | Marangio (Roma) |

|                         |           |                  |
| Novello 39’, 67’ (rig.) | Marcatori | 85’ (rig.) Orzan |

| Arbitro: | Rigato (Mestre) |

|           |           |  |
| Toros 49’ | Marcatori |  |

| Arbitro: | Grillo (Napoli) |

|               |           |  |
| Lucentini 60’ | Marcatori |  |

| Arbitro: | Liverani (Torino) |

|                     |           |                                                     |
| Toros 61’, 63’, 88’ | Marcatori | 1’ (aut.) Frascoli 22’, 50’, 69’ Da Costa 75’ Galli |

| Arbitro: | Grillo (Napoli) |

|                                                                          |           |  |
| Buhtz 35’ Bacci 50’ Sentimenti III 53’, 78’ Antoniotti 60’ Cazzaniga 80’ | Marcatori |  |

| Arbitro: | Rigato (Mestre) |

|             |           |             |
| La Rosa 66’ | Marcatori | 62’ Nordahl |

| Arbitro: | Marchese (Napoli) |

|  |           |             |
|  | Marcatori | 68’ Boscolo |

| Arbitro: | Menchini (Udine) |

|                                                              |           |  |
| Chiappin 2’ Firmani 36’, 46’, 52’, 77’ Arrigoni 58’ Rosa 66’ | Marcatori |  |

| Arbitro: | Lo Bello (Siracusa) |

|                 |           |  |
| Bettini 3’, 22’ | Marcatori |  |

| Arbitro: | Piemonte (Monfalcone) |

|                     |           |                              |
| Vicariotto 21’, 76’ | Marcatori | 13’ Colella 48’ (rig.) Emoli |

| Busto Arsizio 22 gennaio 1956 16ª giornata | Pro Patria      | 0 – 0 | Novara | Stadio Comunale\| Arbitro: \| Grillo (Napoli) \| |
| Arbitro:                                   | Grillo (Napoli) |       |        |                                                  |

| Arbitro: | Marangio (Roma) |

|                                   |           |            |
| García 30’ Bassetto 45’, 72’, 87’ | Marcatori | 64’ Danova |

#### Girone di ritorno
| Arbitro: | Corallo (Lecce) |

|                                           |           |             |
| Cervato 30’ Virgili 35’, 52’ Bizzarri 49’ | Marcatori | 21’ La Rosa |

| Arbitro: | Pieri (Trieste) |

|           |           |                              |
| Toros 71’ | Marcatori | 51’ (aut.) Toros 89’ Novelli |

| Arbitro: | Liverani (Torino) |

|  |           |                                                          |
|  | Marcatori | 17’ Skoglund 24’ Lorenzi 47’ Fraschini 72’ (rig.) Armano |

| Arbitro: | Marangio (Roma) |

|                                                      |           |             |
| Randon 10’, 33’ Pascutti 21’, 34’ Pivatelli 37’, 62’ | Marcatori | 60’ La Rosa |

| Busto Arsizio 11 marzo 1956 22ª giornata | Pro Patria       | 0 – 0 | Napoli | Stadio Carlo Speroni\| Arbitro: \| Bonetto (Torino) \| |
| Arbitro:                                 | Bonetto (Torino) |       |        |                                                        |

| Arbitro: | Bernardi (Bologna) |

|  |           |                              |
|  | Marcatori | 63’ Chiumento 77’ Stivanello |

| Arbitro: | Menchini (Udine) |

|                                         |           |  |
| Cardoni 68’ Carapellese 82’ Pestrin 88’ | Marcatori |  |

| Arbitro: | Liverani (Torino) |

|             |           |                                             |
| Frascoli 8’ | Marcatori | 16’ Szőke 57’ Brighenti 79’ Zaro 82’ Dorigo |

| Arbitro: | Annoscia (Bari) |

|            |           |  |
| Prenna 30’ | Marcatori |  |

| Arbitro: | Maurelli (Roma) |

|             |           |           |
| La Rosa 14’ | Marcatori | 69’ Buhtz |

| Arbitro: | De Gregorio (Legnano) |

|                               |           |                            |
| Nordahl 9’, 64’ Dal Monte 34’ | Marcatori | 30’, 70’ Orzan 50’ Borsani |

| Arbitro: | Marangio (Roma) |

|            |           |                   |
| Murolo 25’ | Marcatori | 34’ Cacciavillani |

| Arbitro: | Annoscia (Bari) |

|                              |           |  |
| Orzan 77’ (rig.) Borsani 83’ | Marcatori |  |

| Arbitro: | Liverani (Torino) |

|            |           |                              |
| Danova 69’ | Marcatori | 29’ Muccinelli 84’ Selmosson |

| Arbitro: | Smorto (Reggio Calabria) |

|                                           |           |                |
| Colella 8’ Boniperti 68’ Orzan 70’ (aut.) | Marcatori | 34’ Vicariotto |

| Arbitro: | Angelini (Firenze) |

|                         |           |           |
| Moschino 25’ Bronée 71’ | Marcatori | 27’ Orzan |

| Arbitro: | Boati (Milano) |

|                      |           |  |
| La Rosa 6’ Toros 73’ | Marcatori |  |

## Statistiche

### Statistiche di squadra
| Competizione | Punti | In casa | In casa | In casa | In casa | In casa | In casa | In trasferta | In trasferta | In trasferta | In trasferta | In trasferta | In trasferta | Totale | Totale | Totale | Totale | Totale | Totale | DR  |
| Competizione | Punti | G       | V       | N       | P       | Gf      | Gs      | G            | V            | N            | P            | Gf           | Gs           | G      | V      | N      | P      | Gf     | Gs     | DR  |
| ------------ | ----- | ------- | ------- | ------- | ------- | ------- | ------- | ------------ | ------------ | ------------ | ------------ | ------------ | ------------ | ------ | ------ | ------ | ------ | ------ | ------ | --- |
| Serie A      | 15    | 17      | 3       | 7       | 7       | 19      | 28      | 17           | 0            | 2            | 15           | 12           | 59           | 34     | 3      | 9      | 22     | 31     | 87     | -56 |

### Statistiche dei giocatori
| Giocatore        | Serie A  | Serie A |
| Giocatore        | Presenze | Reti    |
| ---------------- | -------- | ------- |
| G. Amadeo        | 7        | 0       |
| O. Belcastro     | 4        | 0       |
| E. Benelli       | 20       | 1       |
| N. Borsani       | 27       | 2       |
| W. Cacciavillani | 6        | 1       |
| A. Cattani       | 26       | 0       |
| E. Cavigioli     | 3        | 0       |
| M. Colombo       | 30       | 0       |
| E. Danelutti     | 6        | -18     |
| F. Danova        | 26       | 3       |
| S. Frascoli      | 31       | 1       |
| F. Frasi         | 1        | 0       |
| A. Gimona        | 23       | 0       |
| F. La Rosa       | 26       | 5       |
| M. Longoni       | 16       | -44     |
| E. Nicora        | 1        | 0       |
| P. Oldani        | 12       | -25     |
| B. Orzan         | 15       | 6       |
| F. Pantaleoni    | 14       | 0       |
| P. Podestà       | 11       | 1       |
| F. Sala          | 6        | 1       |
| G. Taglioretti   | 4        | 0       |
| G. Toros         | 31       | 7       |
| R. Venturi       | 6        | 0       |
| A. Vicariotto    | 21       | 3       |
| E. Vidal         | 1        | 0       |